# Lerista orientalis
Lerista orientalis — вид сцинкоподібних ящірок родини сцинкових (Scincidae). Ендемік Австралії.

## Поширення і екологія
Lerista orientalis широко поширені на півночі Північної Території, зокрема на островах Пелью, а також на північному заході Квінсленду та на крайньому північному сході Західної Австралії. Вони живуть в невисоких чагарникових заростях і рідколіссях, що ростуть на кам'янистих ґрунтах, а також у сезонно сухих тропічних лісах в долинах річок.